# ステアー M
ステアー M（英: Steyr M）は、オーストリアの大手銃器メーカーシュタイヤー・マンリヒャー社製の軍用自動拳銃である。

## 概要
ステアーMシリーズはグロック社が開発したグロック17の成功に刺激され、ステアー社で設計された。そのためか、構造も似ていて手動セフティを有しておらず、トリガー自体がセフティを兼用する設計になっている。名称は各モデル共に、MXで統一されており、Xには各モデルの使用弾薬によって異なる数字が入る。たとえば、9mm×19弾を使用するモデルは、「M9」と呼称される。

## 構造
撃発メカニズムは、特殊ダブル・アクション・オンリーの撃針方式である。グリップ・フレームは軽量の強化プラスチックで作られており、スライドはスチール製、バレル、撃発メカニズムが組み込まれている。多数の弾薬が装填できるよう、ダブル・カラム方式のマガジンが採用されている。
撃針方式を採用した銃の特徴として、撃鉄方式の銃に比べ銃身・薬室とグリップの高さ方向の距離を短くできるという点があり、こうすることで発射時の衝撃を射手がいなしやすく命中精度やストレスという面において有利にはたらく。それ以前に発表されたグロック17や同じコンセプトのS&W シグマはグリップの角度を大きくすることでグリップ位置をより銃身に近づけているが、M9はこの特徴をより推し進めてグリップの親指の位置が上斜め後方に伸びるような設計となっている。しかし上記の方式によってハイグリップを実現した場合、手首を寝かせて射撃するというスタンスに不慣れであったり、銃口の向きをしっかり意識せずに連射をすると手首が起ききた状態で引き金を引いてしまうことになり、結果銃弾が上方に逸れてしまうというデメリットが指摘されている。
初期型Mシリーズのアンダーレールは左右に各2箇所の切り欠きがあるのみという独自規格によってデザインされていたため、この部分に装備するアクセサリー（主にフラッシュライト）をサードパーティ製から選択する場合にはデメリットが多かった。これは後に発表された改良型であるM-A1とその小型版のS-A1では一般に広く普及しているピカティニー・レールに改められている。
また初期型から現行型まで一貫して台形を基調とした非常に特徴的な形状のオープンサイトを装着しており、取扱説明書にも意匠化されるなど同シリーズのアイコンにもなっている。
これは一般的なフロントサイト（凸型）、リアサイト（凹型）を合わせるタイプではなく、フロントサイトはピラミッド様の三角形、リアサイトの照門部分もフロントサイトに合わせた三角形で上に行くほど開口部が細くなるという形状をしている。
このデザインは標的を目線で捕らえる動作がそのままフロント・リアサイトを合致させる動作へと繋がるようにと意図されている。
また前後サイトとも弱光源下においても確実に照準できるよう、トリチウムナイトサイトが標準で埋め込まれている。

## バリエーション

### M
ステアー M9
9mm×19弾を使用するモデル。装弾数は10+1発、14+1発、15+1発のいずれか。
ステアー M40
M9と全く同型、同サイズだが、.40S&W弾を使用するモデル。装弾数は10+1発、12+1発のいずれか。
ステアー M357
M9と全く同型、同サイズだが、357SIG弾を使用するモデル。装弾数は10+1発、12+1発のいずれか。

### M-A1
2003年にステアー社によって発表された現行モデル。ステアー社の独自形状アンダーレールをピカティニー・レールに改めるなどの改良がなされている。
ステアー M9-A1
使用弾薬、装弾数は共にM9と同じ。
ステアー M40-A1
使用弾薬、装弾数は共にM40と同じ。
ステアー M357-A1
使用弾薬、装弾数は共にM357と同じ。

### S
ステアー Mの小型版である。ただし、9mm×19弾仕様と.40S&W弾仕様のみで357SIG仕様はラインナップされていない。
ステアー S9
使用弾薬、装弾数は共にM9と同じ。
ステアー S40
使用弾薬、装弾数は共にM40と同じ。

### S-A1
M-A1の小型版で、フルサイズのものに比べ全長で約13mm（9mm×19弾仕様）～約16mm（40S&W弾仕様）、全高で約7mm小さくなっている。
ステアー S9-A1
使用弾薬、装弾数は共にM9と同じ。
ステアー S40-A1
使用弾薬、装弾数は共にM40と同じ。